# Коловрат (Пријепоље)
Коловрат је српско насеље и некропола на ушћу Сељашнице у Лим, код данашњег Пријепоља, Србија. На археолошком локалитету „Дворине“ на Коловрату, откривена је некропола из римског периода, где су нађени предмети од керамике, стакла, бронзе, сребра и злата.

## Некропола
На Коловрату је делимично је истражена римска некропола (која се датира из периода од II до IV века), са гробовима инхумираних и спаљених покојника, као и гробницама типа area maceriae cincta.
Откривено је преко 200 гробова и већи број надгробних плоча и ара са натписима.
Претпоставља се да је град настао крајем II века, а утврђено је да се у њему дуго живело, јер се у Коловрату откривене и палеохришћанске гробнице из V века као и средњовековни накит.
У периоду од II до IV века наше ере, Коловрат је био привредни и управни центра римске провинције Далмације. Током овог периода имао је статус слободног града под римском влашћу и сопствену самоуправу.